# 不思議少女 加藤うらら
『不思議少女 加藤うらら』（ふしぎしょうじょ かとううらら）は2008年10月5日よりテレビ東京系列で放送されたテレビドラマ、またあにてれしあたーやau LISMO Video等でも配信されている映像コンテンツである。

## プロフィール
- 加藤うらら（かとう うらら） - 主人公。7歳の少女。小学校1年生[1]
  - 2001年9月3日生まれ 亀戸育ち
  - 保護者の名前は、加藤雅之[2]
  - 埼玉県北浦和郡 1-1-1[3][4]
  - 2007年3月 花園幼稚園卒園
  - 2007年4月 花園小学校入学[5]
  - 調理師免許所持 [6]
  - 特技：ピアノの早弾き、イリュージョン
  - 好きな学科：道徳
  - ペット：鳩時計の鳩
  - 歯磨き：犬用ガムで歯、唇、頬まで磨く
  - スクールバッグ：Louis Z Vitton（ルイ・ゼット・ヴィトン）

## キャスト
- 加藤うらら（かとううらら） - 小池里奈
- 高須克弥（ゲスト）
- BOMB（学研：タイアップ）

## あらすじ
- 加藤うららの少し変わった日常生活を紹介する。
- 森羅万象あらゆるものの声を聞き取ることが出来るため悩めるものを救おうとし一般とはズレた行動を取る。
- 日常で加藤うららが気になった出来事があると「ふ〜ん、サウナンダ (Sawnaunda)」と言うキーワードと共にシュールな行動を起こす。
- 手先が器用で特に造形の腕は相当なものである。復顔技術[7]にも長けている。
- 本業はマジシャンとされているが下手である。しかしTVの中のハムスターを取り出したり出来る。
- エピソード終わりにその回の格言の様な物を揮毫することがある。
- 旧自宅（北浦和郡）には洗面所がないので公園で歯を磨いていた。[8]そのためアルバイト先には洗面所がある所を希望している。
- 小学校へは遅刻の常習犯でありいつも日没に登校している。
- 第12回は交通事故に遭ってしまううららの走馬灯を利用した総集編になっていて第13回の「DVDへ続く」と言う流れになっている。DVD全16話。

## スタッフ
- 企画・演出：加藤雅之
- 構成：小川浩之・酒井健作・竹嶋雄太
- ディレクター：小亀聡史、柴山悟史
- 音楽：水島康貴
- 振り付け：野村涼子
- CG制作：画空スタジオ
- 音響効果：松下俊彦
- 技術：VSQ
- 編集・MA：IMAGICA
- ヘアメイク：遠藤泉
- スタイリスト：菊池文子
- 美術製作：畑山令
- 写真：前康輔
- ナレーション：坂本咲子
- 制作協力：ベリーベリープロダクション
- プロデューサー：日比野壇（テレビ東京）、吉澤有（テレビ東京）、尾本隆志（ジェネオンエンタテインメント）、桑沢紅子（IVSテレビ）、平田樹彦（アドネス）
- 製作・著作：加藤うらら製作委員会

## 主題歌
- 「Sawnaunda」 歌：小池里奈 作詞:加藤雅之 作曲/編曲：水島康貴
  - 主題歌の「北浦和」の部分には必ず地名（東西南北が付く[9]）のカットが入る。
  - 主題歌のバックダンサーは4人に見えるが実は2人である。
  - 主題歌のCDによる発売はされていないが、着うた、着うたフル、iTunes Storeからの購入は可能である。

## DVD
- 不思議少女 加藤うらら プレミアム・エディション [初回限定版] 2009年2月25日
- 不思議少女 加藤うらら 2009年2月25日